# Volker Nothing
Volker Nothing (* 1965) ist ein rechtsextremer deutscher Politiker der Alternative für Deutschland (AfD).

## Leben
Nothing ist als Industriemechaniker in Brandenburg tätig. Bei der Landtagswahl in Brandenburg 2019 wurde er über das Direktmandat im Landtagswahlkreis Elbe-Elster II in den Landtag Brandenburg gewählt. Bei der Landtagswahl 2024 zog er erneut über das Direktmandat im Wahlkreis Elbe-Elster II in den Landtag ein. Nothing wohnt in Elsterwerda.